# Botryobasidium ellipsosporum
Botryobasidium ellipsosporum ist eine Ständerpilzart aus der Familie der Traubenbasidienverwandten (Botryobasidiaceae). Sie bildet resupinate, spinnwebartige Fruchtkörper aus, die auf Totholz wachsen. Botryobasidium ellisposporum ist lediglich von wenigen Fundorten aus Mitteleuropa bekannt. Die Anamorphe der Art ist unter dem Namen Haplotrichum ellipsosporum beschrieben worden.

## Merkmale

### Makroskopische Merkmale
Botryobasidium ellipsosporum besitzt frisch weißliche, trocken cremefarbene, gespinstartige Fruchtkörper, die resupinat (also vollständig anliegend) auf ihrem Substrat wachsen und unter der Lupe leicht netzartig erscheinen. Sie sind 0,75–1,1 mm dick.

### Mikroskopische Merkmale
Wie bei allen Traubenbasidien ist die Hyphenstruktur von Botryobasidium ellipsosporum monomitisch, besteht also nur aus generativen Hyphen, die sich rechtwinklig verzweigen. Die Basalhyphen sind hyalin, schmal (meist 8–9 µm breit) und stark cyanophil. Die 3,5–4,5 µm dicken Subhymenialhyphen sind hyalin, kurzzellig, dünnwandig und cyanophil. Die Art verfügt nicht über Zystiden oder Schnallen. Die sechs- bis achtsporigen Basidien der Art wachsen in Nestern und sind subzylindrisch bis zylindrisch. Die Sporen sind ellipsoid bis leicht spindelförmig und meist 8–10 × 3,5–4 µm groß.

## Verbreitung
Die Verbreitung von Botryobasidium ellipsosporum beschränkt sich mit Tschechien und Süddeutschland auf Mitteleuropa.

## Ökologie
Botryobasidium ellipsosporum ist ein Saprobiont, der Totholz besiedelt.